# Kojetín (Vysočina)
Kojetín é uma comuna checa localizada na região de Vysočina, distrito de Havlíčkův Brod.